# 314 Rosalia
314 Rosalia este un asteroid din centura principală, descoperit pe 1 septembrie 1891, de Auguste Charlois.